# Saint-Nicolas-la-Chapelle, Savoie
Saint-Nicolas-la-Chapelle, Savoie là một xã thuộc tỉnh Savoie trong vùng Auvergne-Rhône-Alpes ở đông nam nước Pháp.